# Munken & Kulan
Munken & Kulan är en svensk serie skapad av pastorn Åke Samuelsson. Serien handlar om två tioåriga pojkar, Munken och Kulan, som bor i Göteborg med sina familjer och lär sig och lär ut bibelberättelser om Gud. Det är Samuelssons son, Simon Jannerland (född 1985), som har illustrerat bilderna i de sex böckerna som gjorts och på omslagen till CD-skivorna. Berättelserna handlar både om hur det kan vara lätt och hur det kan vara svårt att tro på Gud. Samuelsson har uttryckt att Munken & Kulan hjälpt honom att bearbeta sin egen gudsbild.

## Historia
Munken och Kulan föddes år 1982 i anslutning till Hönökonferensen när Samuelsson hade fått ett återbud från barnmöteledaren och blev tvungen att med kort varsel hitta på något. De två pojkarna heter Munken och Kulan, där Kulan är en van kyrkobesökare, men inte Munken. I berättelserna görs en sammanflätning av en vardagshändelse och en berättelse från Bibeln, där bibelberättelsen är en integrerad del av händelseförloppet.
Åke Samuelsson fortsatte att berätta om de två pojkarna, främst på Hönökonferensen, och år 1988 kom de första inspelningarna av hans berättelser. Fler inspelningar gjordes, de flesta på 90-talet, med några mellanrum på 00-talet.
Fram till 2020 har de 48 inspelade skivorna sålts i omkring 200 000 exemplar, och har även följts av sex böcker som översatts till norska, danska, ukrainska och ryska.

## Diskografi
- Munken & Kulan A: Guds egen lådbil; Kulan åker rullstol. Tomsing Hb. 2001. ISBN 9789186483111
- Munken & Kulan B: Guldtian; Ronja. Tomsing Hb. 2002. ISBN 9789186483104
- Munken & Kulan C: Munkens hemliga hjärtevän; Degen jäser över. Tomsing Hb. 2001. ISBN 9789186483128
- Munken & Kulan D: Häftstift på frökens stol; Pappa fula händer. Tomsing Hb. 2001. ISBN 9789186483135
- Munken & Kulan E: Skatten i potatisåkern; Laga tänderna med daim. Tomsing Hb. 2001. ISBN 9789186483142
- Munken & Kulan F: Stark som ett lejon; Stenens hemlighet. Tomsing. 2001. ISBN 9789186483159
- Munken & Kulan G: Munkens födelsedag; Mask i mmunnen. Tomsing Hb. 2001. ISBN 9789186483166
- Munken & Kulan H: Flisan i baken; Att kyssa en stortå. Tomsing Hb. 2001. ISBN 9789186483173
- Munken & Kulan I: De stulna fiskedragen; Vi tvättar pappas bil. Tomsing Hb. 2001. ISBN 9789186483180
- Munken & Kulan J: Guds muskelpojkar; Skolresan till Stockholm. Tomsing Hb. 2001. ISBN 9789186483197
- Munken & Kulan K: Pappa gråter; Vi fixar bruden. Tomsing Hb. 2002. ISBN 9789186483203
- Munken & Kulan L: Avslöjad; Fanta är godare än vatten. Tomsing Hb. 2002. ISBN 9789186483210
- Munken & Kulan M: En orm i sovsäcken; Att göra tvärt emot. Tomsing Hb. 2002. ISBN 9789186483227
- Munken & Kulan N: Uppäten av mask; Predika du så sover jag. Tomsing Hb. 2002. ISBN 9789186483234
- Munken & Kulan O: Nycklar bara försvinner; Vinkelsurrning håller. Tomsing Hb. 2002. ISBN 9789186483241
- Munken & Kulan P: Räddad av en fis; En bra karl reder sig själv. Tomsing Hb. 2002. ISBN 9789186483098
- Munken & Kulan Q: Vi kryper genom kakelugnen; Ta med smörgåsar. Tomsing Hb. 2004. ISBN 9789186483265
- Munken & Kulan R: Be leta knacka; Elden är lös. Tomsing Hb. 2004. ISBN 9789186483272
- Munken & Kulan S: Äcklige slemmen; Ryssen kommer. Tomsing Hb. 2004. ISBN 9789186483289
- Munken & Kulan T: Kebab varje dag; Kalle hjulbent. Tomsing Hb. 2004. ISBN 9789186483296
- Munken & Kulan U: Som fånge i biblioteket; Otroligt men sant. Tomsing Hb. 2004. ISBN 9789186483302
- Munken & Kulan V: Ett herras väder; Välsignade pepparkakor. Tomsing Hb. 2004. ISBN 9789186483258
- Munken & Kulan W: Förlåtelsen kostar; Folke, förvirrad och döv. Tomsing Hb. 2004. ISBN 9789186483319
- Munken & Kulan X: Handen på hjärtat; Puttekulan har eget möte. Tomsing Hb. 2005. ISBN 9789186483326
- Munken & Kulan Y: Kanoten välter; I rosa pyjamasbyxor. Tomsing Hb. 2005. ISBN 9789186483333
- Munken & Kulan Z: Sist men inte minst; Är det farligt att dö?. Tomsing Hb. 2005. ISBN 9789186483340
- Munken & Kulan Å: Lillebror är spårlöst borta; Trandansen. Tomsing Hb. 2006. ISBN 9789186483357
- Munken & Kulan Ä: Båda hade kniv; Munken får en lillasyster. Tomsing Hb. 2006. ISBN 9789186483364
- Munken & Kulan Ö: Så började det; Skolan brinner. Tomsing Hb. 2006. ISBN 9789186483371
- Munken & Kulan ALFA: Glad att få ge; Båtutflykten. Tomsing Hb. 2008. ISBN 9789186483388
- Munken & Kulan BETA: Munken osams med Sigge; Pappa snyter sig i duken. Tomsing Hb. 2006. ISBN 9789186483395
- Munken & Kulan GAMMA: Ormen på stången; Bara kaniner. Tomsing Hb. 2006. ISBN 9789186483401
- Munken & Kulan DELTA: En pojke saknas; Klok som en åsna. Tomsing Hb. 2008. ISBN 9789186483418
- Munken & Kulan EPSILON: Rädd på utsidan; Märket på benet. Tomsing Hb. 2008. ISBN 9789186483425
- Munken & Kulan LAMBDA: Utan hopp i Smögen; Föräldrafritt. Tomsing Hb. 2008. ISBN 9789186483432
- Munken & Kulan MY: Den röda tråden; Den stora människoälskaren. Tomsing Hb. 2008. ISBN 9789186483449
- Munken & kulan PI. Kumla: Tomsing. 2007